# Комсомольский (Амурская область)
Комсомольский — упразднённый посёлок в Зейском районе Амурской области России. Исключен из учётных данных в 1974 году.

## География
Посёлок располагался на реке Хугдер (приток реки Дубакит), на расстоянии примерно 8,5 километра (по прямой) к северо-западу поселка Золотая Гора.

## История
Возник как золотопромышленный прииск.
Решением Амурского исполкома от 7 июня 1974 года № 253, посёлок Комсомольский исключен из учётных данных как несуществующий.